# شارع بولشايا سادوفايا
شارع بولشايا سادوفايا (بالروسية: Большая Садовая улица) هو الشارع الرئيسي في مدينة روستوف-نا-دونو بروسيا.
تقع روستوف سيتي هول ومسرح روستوف الموسيقي والجامعة الفيدرالية الجنوبية ومنزل مارغريتا تشيرنوفا في هذا الشارع، بالإضافة إلى عدة مباني بارزة. ويوجد الشارع بالقرب من نهر الدون.

## تاريخ
تم إحداث الشارع في أواخر القرن الثامن عشر. في أواخر القرن التاسع عشر أصبح الشارع المركزي للمدينة. تم بناء الكثير من البنوك والفنادق والمحلات التجارية والمنازل الخاصة في ذلك الوقت. في عام 1901 تم إطلاق أول ترام كهربائي في الشارع.
في العصر السوفييتي، سمي الشارع باسم فريدريك إنجلز.
خلال الحرب العالمية الثانية، تم تدمير العديد من منازل الشارع.